# K-51 Wierchoturje
 K-51 Wierchoturje  (ros. Верхотурье) – wiodący okręt podwodny projektu 667BDRM (NATO: Delta IV) o napędzie atomowym, przenoszący szesnaście pocisków balistycznych R-29RM (NATO: SS-N-23) klasy SLBM.

## Historia
Budowę atomowego okrętu podwodnego K-51 „Wierchoturje” rozpoczęto w stoczni Siewiernoje Maszynostroitielnoje Priedprijatije (Siewmasz) w Siewierodwińsku koło Archangielska w 1981 roku i ukończono w 1984 roku. Przydzielony został do Floty Północnej. Jest pierwszym z siedmiu zbudowanych okrętów projektu 667BDRM.